# Koumansetta
Koumansetta és un gènere de peixos de la família dels gòbids i de l'ordre dels perciformes.

## Taxonomia
- Koumansetta hectori (Smith, 1957)[1]
- Koumansetta rainfordi (Whitley, 1940)[2][3][4][5][6]